# Église Sainte-Madeleine de Pallier
Pour les articles homonymes, voir Église Sainte-Madeleine.
L’église Sainte-Madeleine de Pallier (lieu-dit « Paillier ») est située à Gentioux-Pigerolles  (Genciòus en occitan) dans le département de la Creuse et la région Nouvelle-Aquitaine. Elle fait l'objet d'une inscription aux monuments historiques depuis 1974

## Description

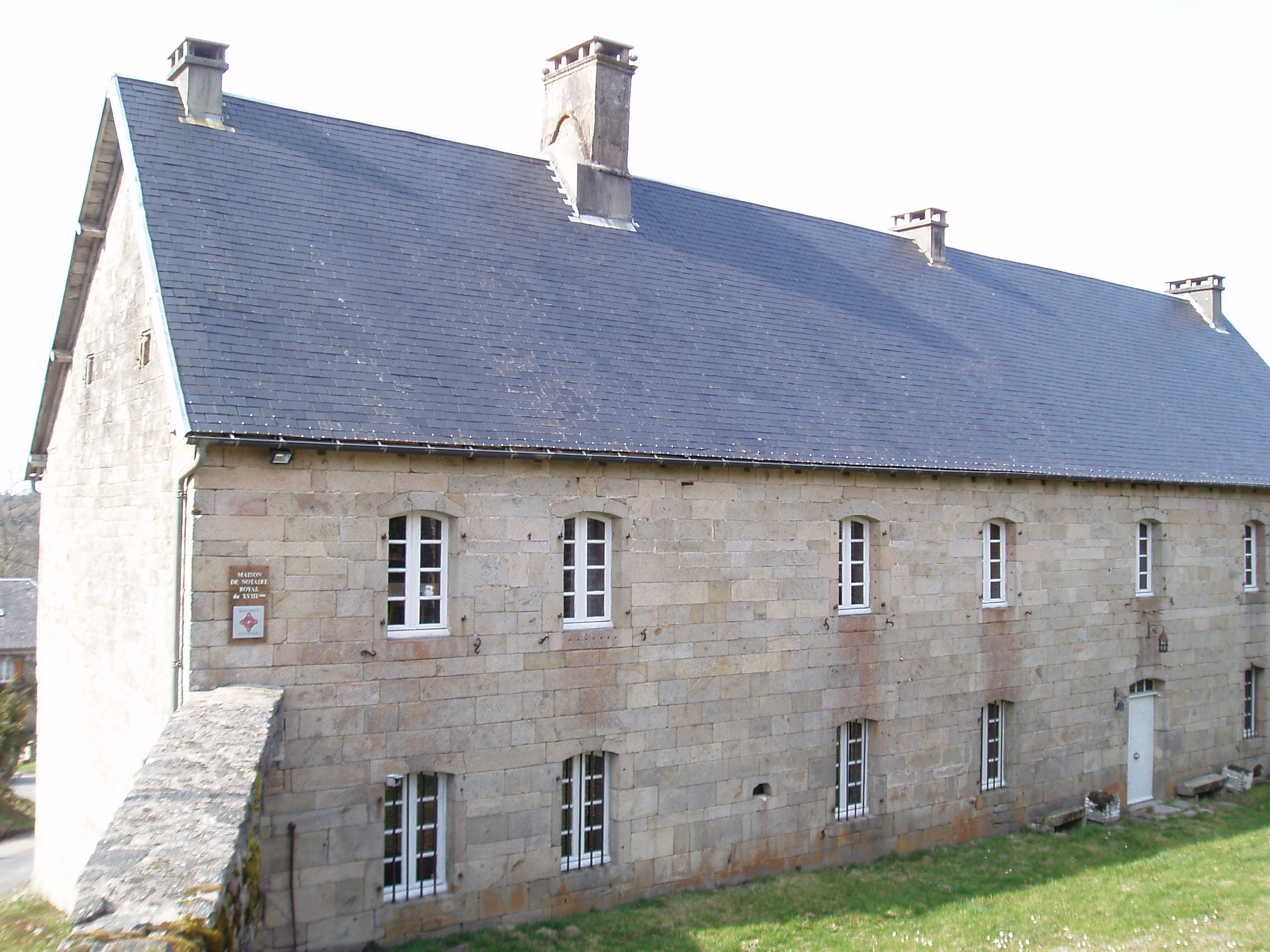
La maison de notaire.

À proximité de la maison de notaire royal, c'était une dépendance de l'ancienne commanderie de Charrières au temps des Hospitaliers et qui a peut-être auparavant appartenu aux templiers. La maison de notaire, classée monument historique depuis 1996, est un bâtiment qui fut construit à l'initiative d'Alexis Jabouille, notaire royal, en 1760. Il avait une vocation agricole jusqu'aux années 1980 du XXe siècle.
Situé juste au-dessus, la chapelle date du XIIe siècle, elle est juste à côté du cimetière où l'on peut voir des dalles funéraires gravées de la croix de Malte. On peut y voir aussi une croix avec le Christ d'un côté et la Vierge Marie de l'autre.
On peut aussi visiter à proximité une reconstitution d'un jardin médiéval, avec ses plantes aromatiques et médicinales, ses roses, son arbre de vie.

## Historique
L'édifice date du XIIIe siècle mais a connu d'importants travaux de reconstruction en 1555.
À la fin du XXe siècle, la maison de notaire royal était devenue des chambres d'hôtes baptisées « commanderie de Pallier » et qui a cessé ses activités en 2008. Ce nom porte à confusion car le chef-lieu de la commanderie fut en fait à Gentioux puis à Saint-Moreil.